# كلاوديو فلوريس
كلاوديو فلوريس (بالإسبانية: Claudio Flores)‏ (10 مايو 1976 الأوروغواي - ) هو لاعب كرة قدم أوروغواني، يلعب كحارس مرمى، لعب 329 مباراة وسجل هدف.

## مسيرته

### مسيرته مع المنتخبات الوطنية
- 1997 - 1997 لعب مع منتخب الأوروغواي لكرة القدم 4 مباريات.

### مسيرته مع الأندية
- 1995 - 2006 لعب مع بنيارول 95 مباراة.
- 2000 - 2008 لعب مع نادي لانوس 122 مباراة.
- 2005 - 2005 لعب مع نادي ليبرتاد 9 مباريات.
- 2008 - 2009 لعب مع بيلا فيستا 22 مباراة.
- 2012 - 2015 لعب مع أتليتكو بلاتينسي [الإنجليزية]‏ 73 مباراة.
- 2015 - 2015 لعب مع سبورتيفو سيريتو 4 مباريات.

## روابط خارجية
- كلاوديو فلوريس على موقع قاعدة بيانات كرة القدم.إي يو (الإنجليزية)
- كلاوديو فلوريس على موقع ناشيونال فوتبول تيمز (الإنجليزية)
- كلاوديو فلوريس على موقع Soccerway.com (الإنجليزية)